# Bagheria
Bagheria (en sicilien : Baarìa) est une ville de la province de Palerme, en Sicile (Italie). Sa population s'élevait à 53 149 habitants en 2020.

## Géographie
Bagheria se situe sur le littoral à 15 km à l'est de Palerme.

## Histoire
L'étymologie du nom « Bagheria » proviendrait du terme phénicien Bayharia, qui signifie « terrain en pente vers la mer », ou de l'arabe Bab al-Gerib, « porte du vent ».
En 1658, Giuseppe Branciforte (it), prince de Butera et ancien vice-roi de Sicile, s'installa à cet endroit et édifia la Villa Butera. Au début du XVIIIe siècle, d'autres aristocrates siciliens l'imitèrent et construisirent à Bagheria des résidences typiques du baroque sicilien, pour s'y reposer de la vie de Palerme. En 1769, l'un des descendants du prince de Butera réorganisa l'ancien village en une ville baroque à l'urbanisme rigoureusement planifié, ce qui en fit une villégiature à la mode, volontiers visitée par les voyageurs du Grand Tour au cours des XVIIIe et XIXe siècles, tels Johann Wolfgang von Goethe ou Karl Friedrich Schinkel.

## Les villas
La plus célèbre est la villa Palagonia, propriété des princes Gravina di Palagonia, construite en 1715 par l'architecte Tommaso Napoli et appelée la « villa des Monstres » en raison des statues de pierre qui ornent le jardin et le sommet du mur d'enceinte. Renommée pour la complexité de son escalier extérieur à double volée de marches, ses façades incurvées, ses marbres d'intérieur et son salon au plafond de miroirs brisés, elle a été restaurée et est ouverte au public.

La Villa Palagonia.
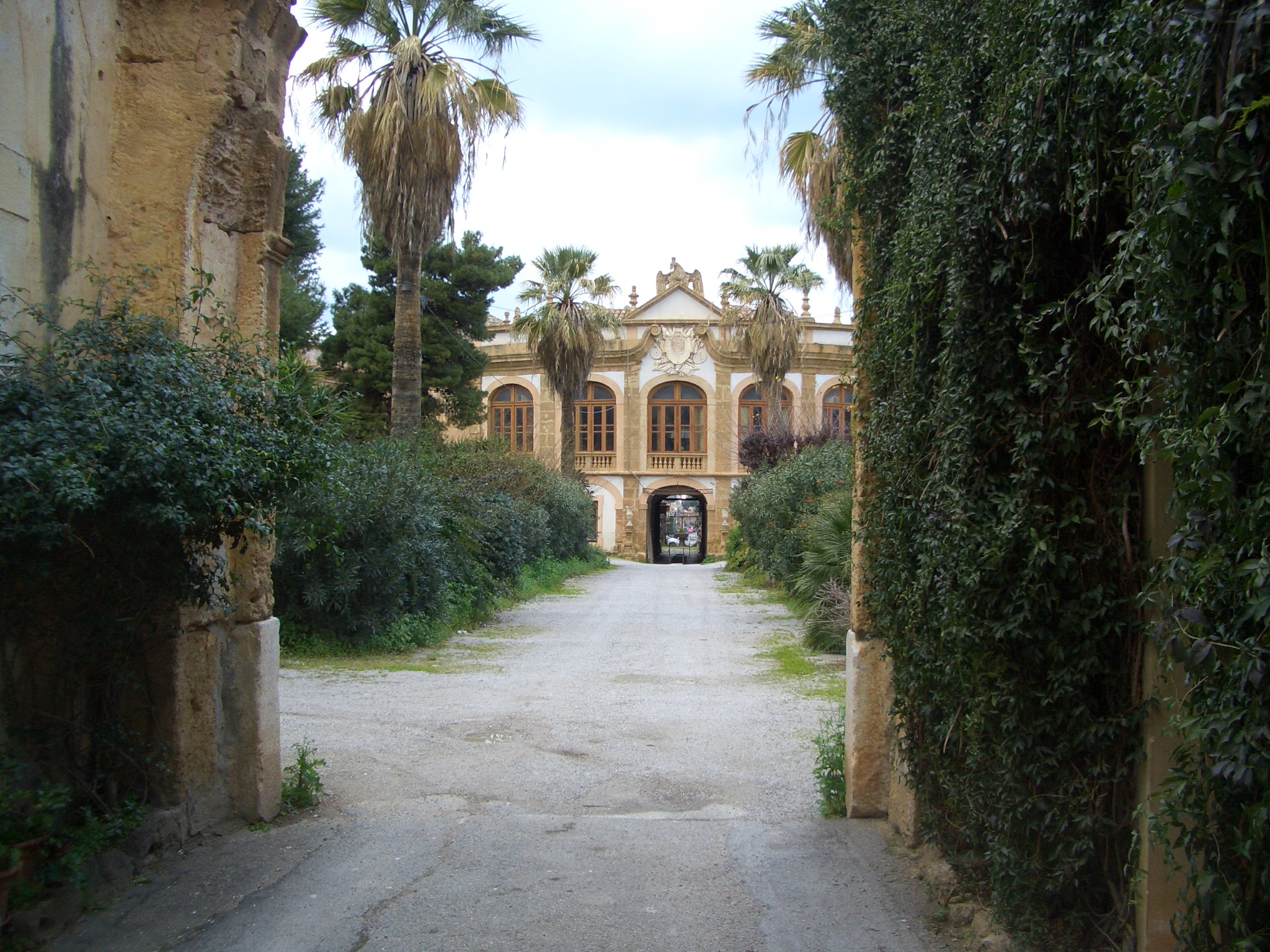
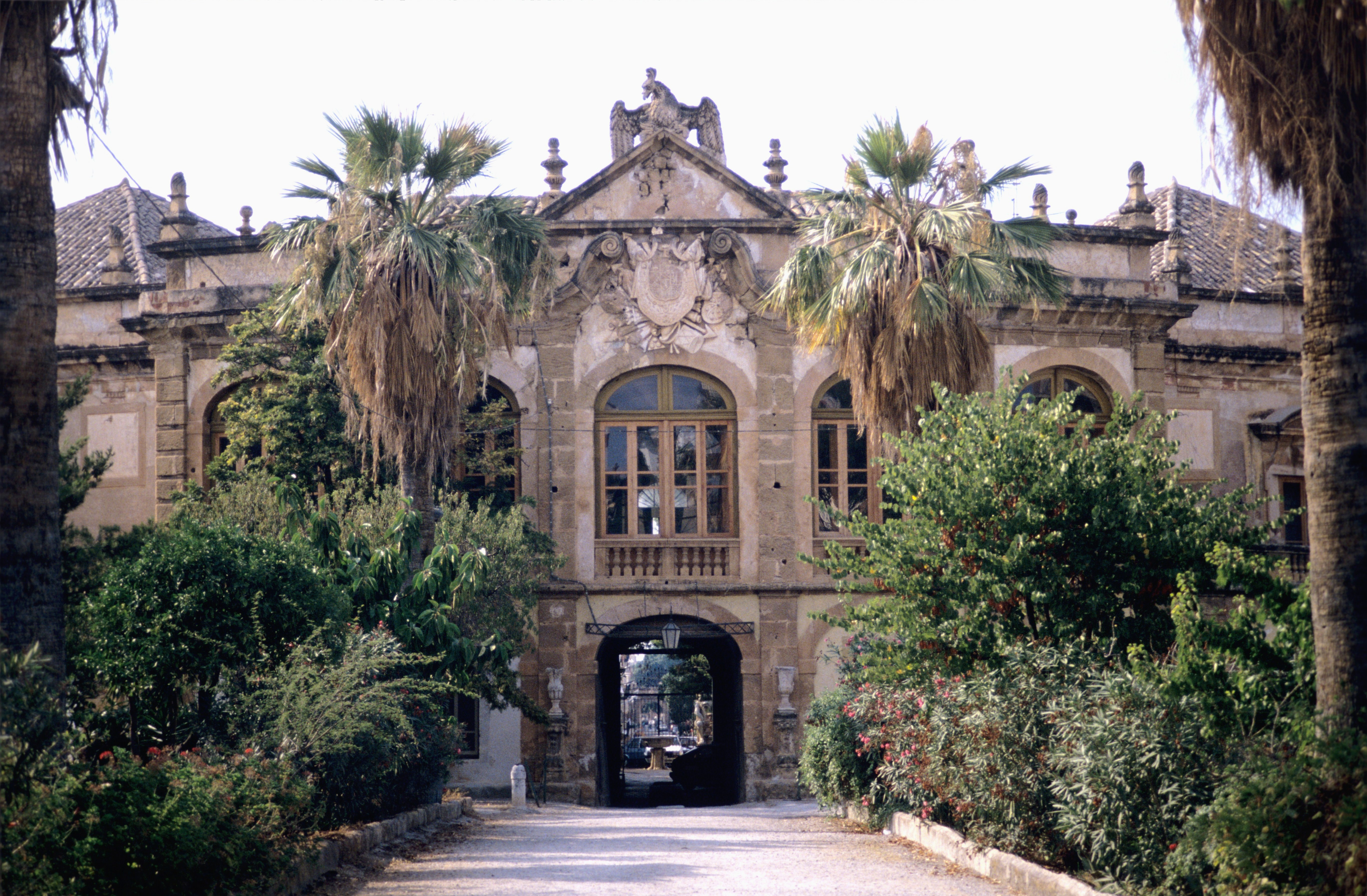
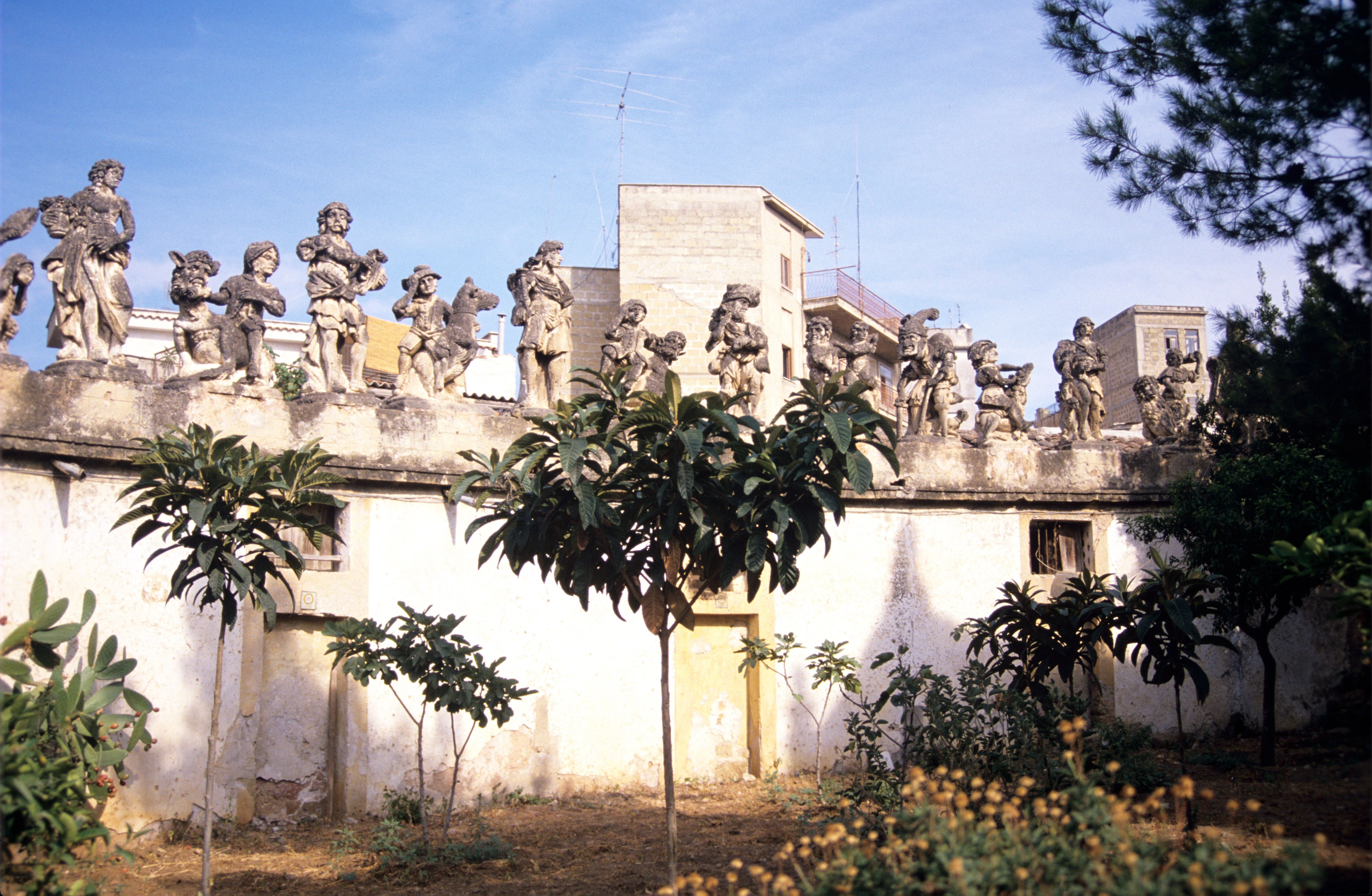
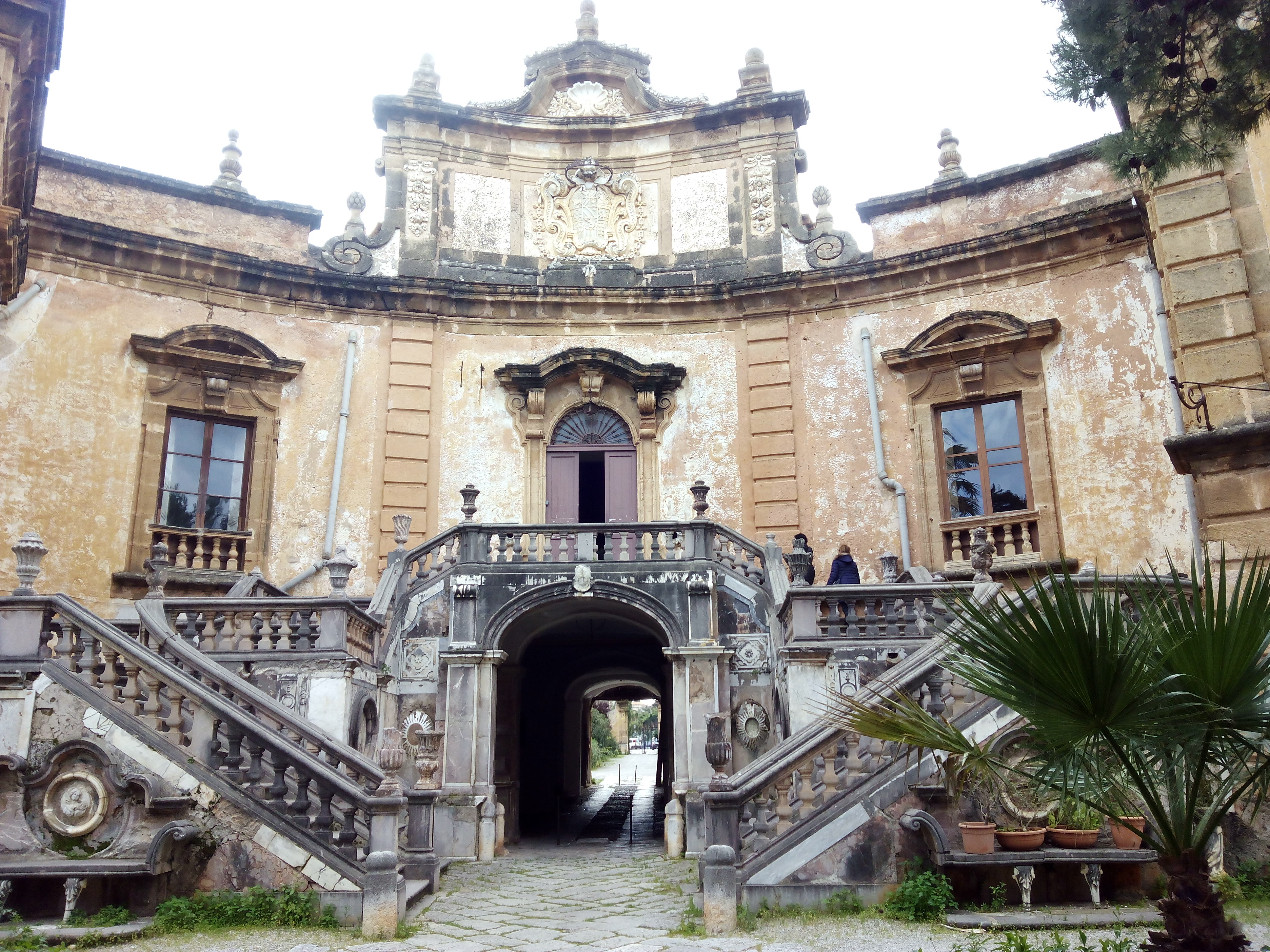
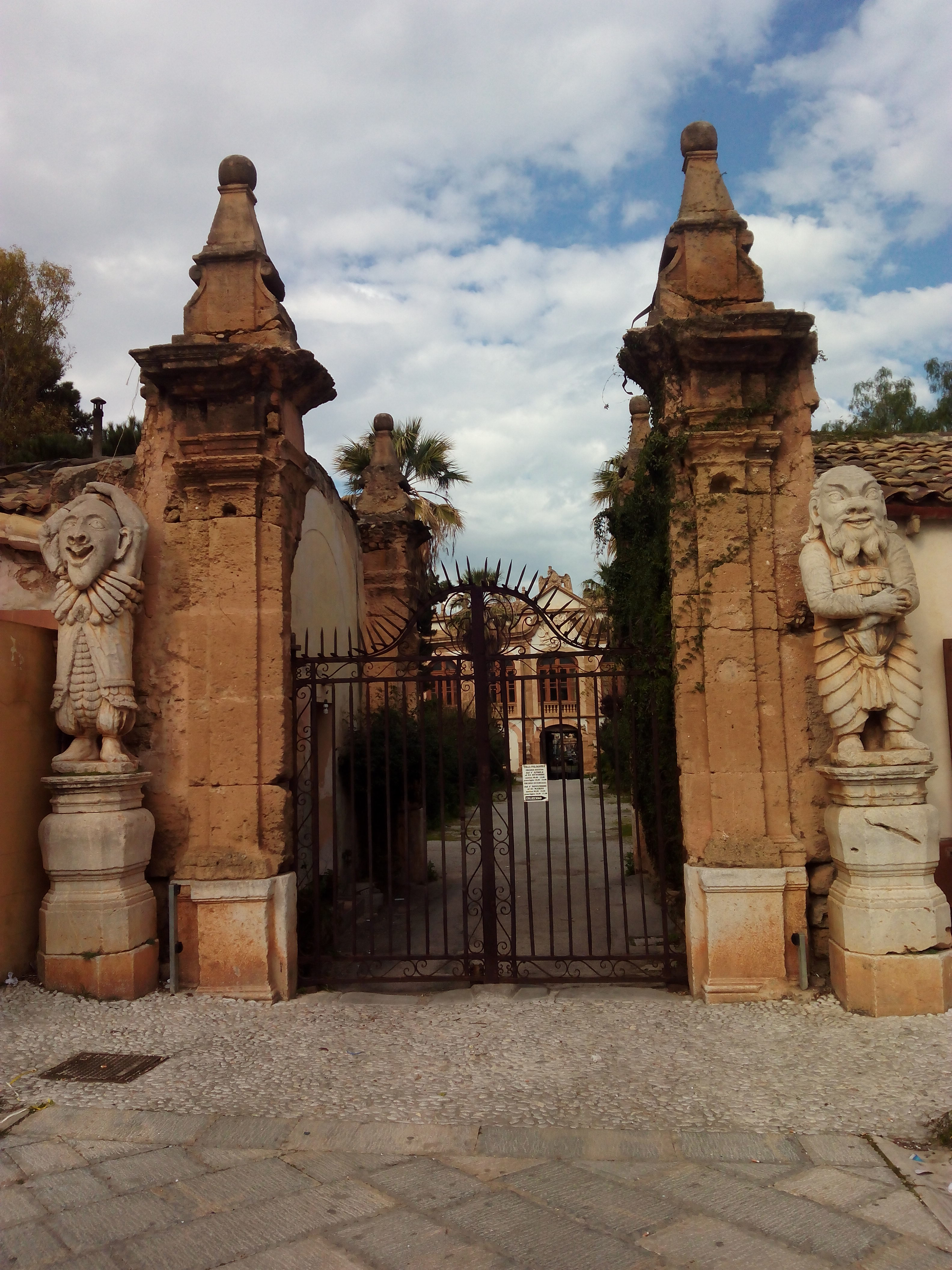
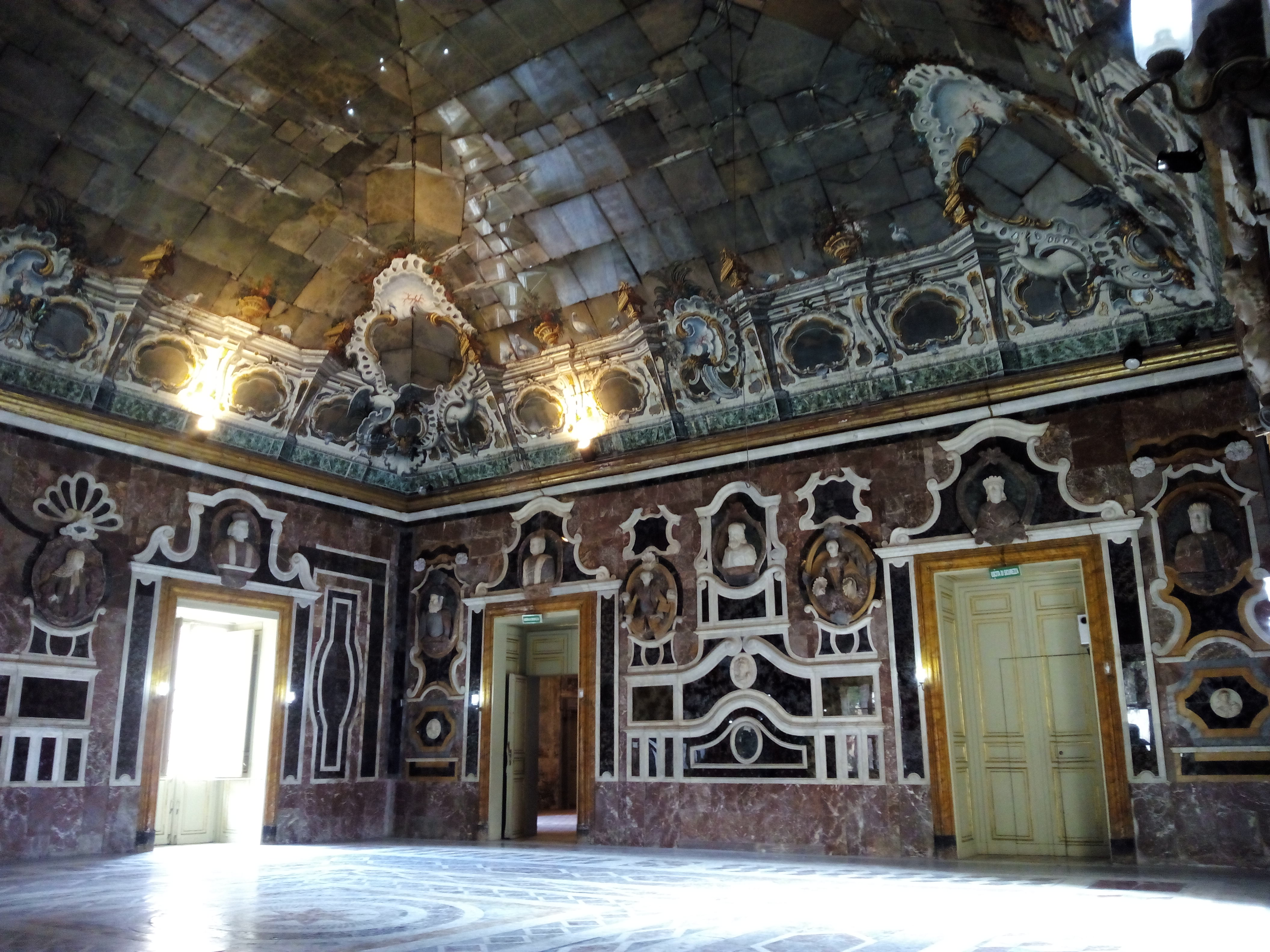

La plupart des autres résidences sont aujourd'hui en ruine ou dans un état précaire. Outre la plus ancienne, la villa Butera (1658), on citera la villa Valguarnera (œuvre de Tommaso Napoli, conçue à partir de 1713), la villa Trabia, la villa Cattolica, attribuée à Tommaso Napoli et abritant désormais le musée communal Renato Guttuso, où sont exposées de nombreuses œuvres de ce peintre mais aussi celles d'autres artistes comme Pellitteri, ainsi que la villa Cutò, la villa San Cataldo, la villa Villarosa (1790, œuvre de Giuseppe Venanzio Marvuglia), la villa Spedalotto (1784-1793), la villa Sant'Isidoro, la villa Ramacca, la villa San Marco, la villa Filangeri, la villa Campofranco, la villa Serradifalco et la villa Larderia (attribuée à Tomaso Napoli).

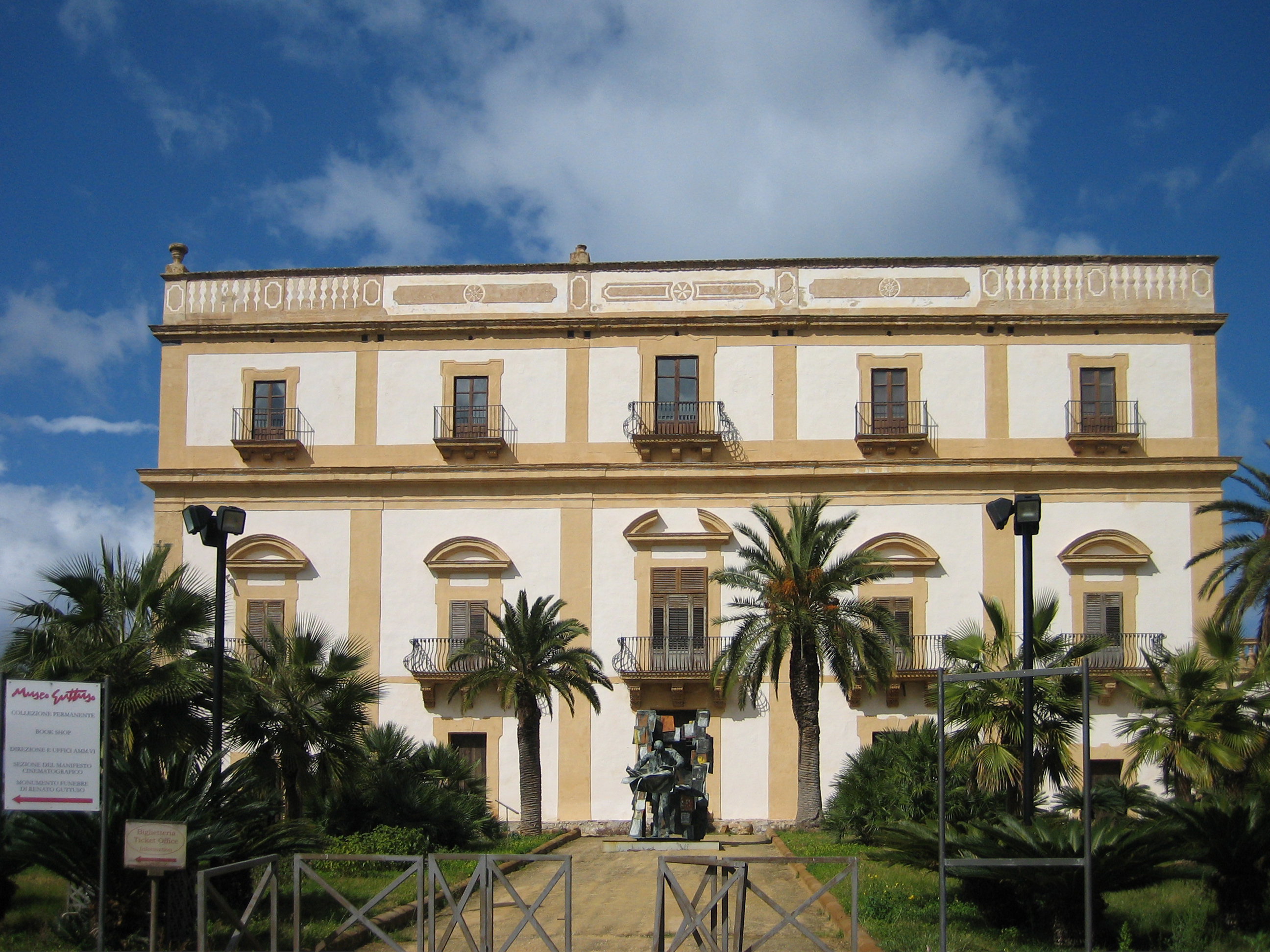
Villa Cattolica (musée communal).
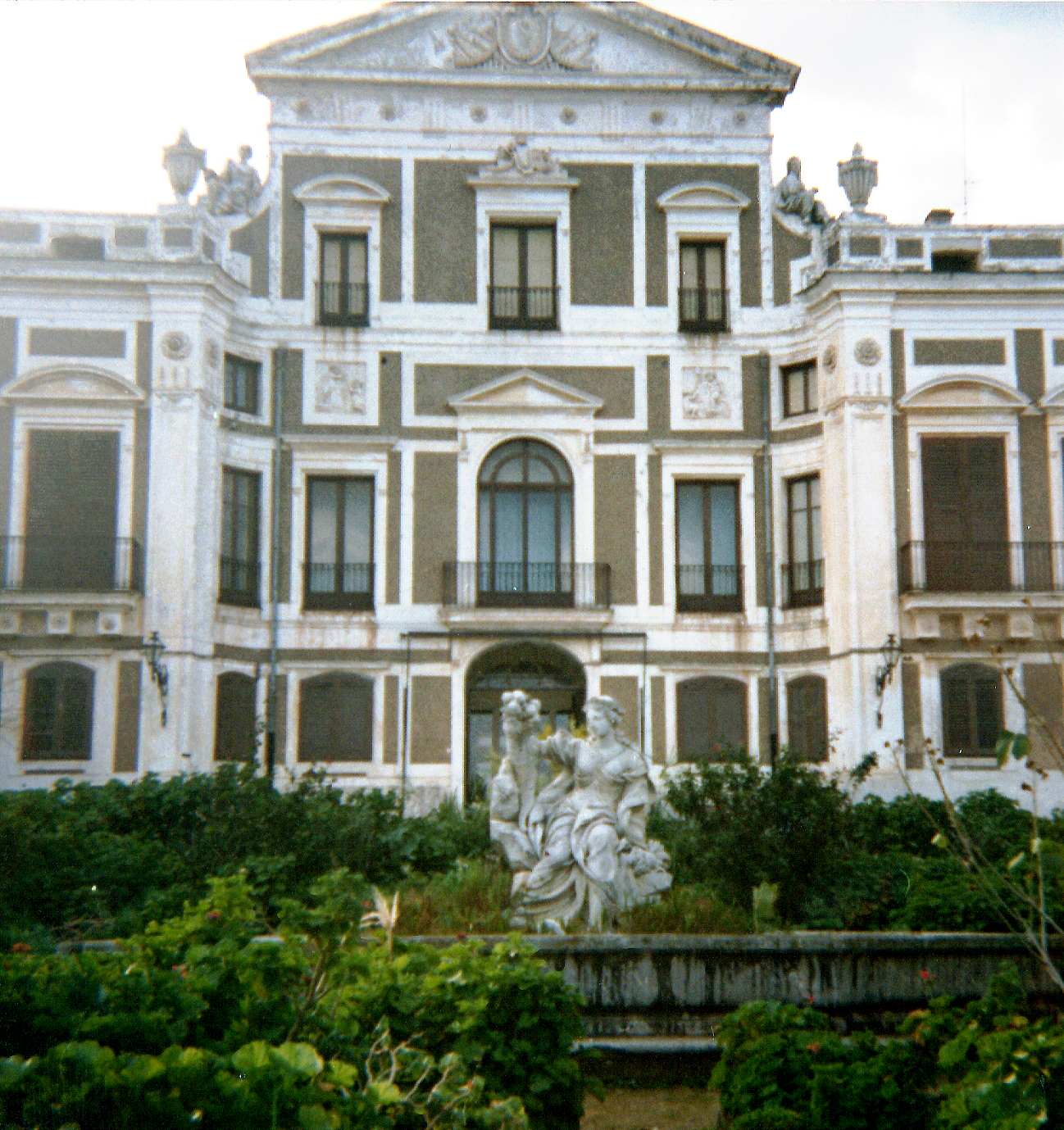
Villa Trabia.

## Coutumes locales
Saint Joseph, saint patron de la ville, est fêté par l'Église catholique romaine le 19 mars, mais il est l'objet d'une cérémonie solennelle le premier dimanche du mois d'août. Les fêtes religieuses, accompagnées de spectacles publics, se déroulent durant toute la semaine qui précède ce dimanche et se terminent par un traditionnel feu d'artifice le soir du lundi.

## Transports
La ville de Bagheria dispose d'une gare ferroviaire très fréquentée par ceux qui vont quotidiennement à Palerme pour travailler et étudier. Elle est également connectée au réseau autoroutier sicilien par la sortie de l'A19 à l'intérieur de la zone urbaine. Une seconde sortie doit réduire les longs embouteillages dus à un accès unique.

## Personnalités
- Francesco Alliata
- Salvatore Aronica
- Ignazio Buttitta
- Andrea Giganti
- Renato Guttuso
- Dacia Maraini
- Manfredi Nicoletti
- Salvatore Provino
- Ferdinando Scianna
- Onofrio Tomaselli
- Giuseppe Tornatore
- Giuseppe Venanzio Marvuglia

## Administration
| Période                                  | Période      | Identité                   | Étiquette           | Qualité |
| ---------------------------------------- | ------------ | -------------------------- | ------------------- | ------- |
| 10 décembre 2001                         | 28 mars 2006 | Francesco Giuseppe Fricano |                     |         |
| 27 juin 2006                             | 10 juin 2014 | Biagio Sciortino           | Centro-Sinistra     |         |
| 10 juin 2014                             | En cours     | Patrizio Cinque            | Mouvement 5 étoiles |         |
| Les données manquantes sont à compléter. |              |                            |                     |         |

### Hameau
Aspra

### Communes limitrophes
Ficarazzi, Misilmeri, Santa Flavia

### Évolution démographique
Habitants recensés